# Laila Zaid
Laila Zajdenweber Kelson, mais conhecida como Laila Zaid (Rio de Janeiro, 28 de maio de 1984), é uma atriz brasileira.

## Biografia
Filha da atriz Francis Waimberg e de Sami Zajdenweber. É formada em publicidade pela PUC-Rio.
Laila Zaid é descendente de uma família judia alemã. É casada desde 2009 com o economista Marco Kelson.

## Carreira
Começou a estudar teatro na mesma época em que entrou na faculdade em 2003, e em sua estreia integrou o elenco de uma encenação de Sonho de Uma Noite de Verão, de Shakespeare. Em 2004, ela foi chamada para fazer parte da novela juvenil da Malhação da TV Globo, na qual foi seu primeiro papel de destaque como garçonete Bel, que a interpretou por três anos. Em 2007, foi escalada para Mandrake. Em 2008, a atriz assinou contrato com a RecordTV e foi escalada para a novela Amor e Intrigas. A seguir entrou na novela Bela, a Feia , onde despontou na pela da manicure Magdalena, e fez um parceria de com Bárbara Borges, sendo a personagem de maior repercussão de sua carreira.
Em 2011 participou dos filmes Tainá 3 e no filme Somos tão Jovens, que conta a história de Renato Russo e que chegou aos cinemas em 2013. Em 2012, após o fim de seu contrato com a RecordTV, Laila fez uma participação em As Brasileiras, da TV Globo, e integrou o elenco da novela das seis Amor Eterno Amor. Em 2013 integrou o elenco de Além do Horizonte, na pele da divertida Priscila, seu último trabalho antes de finalizar-se o contrato. Em 2016 protagonizou o seriado Terminadores, na Band.

## Filmografia

### Televisão
| Ano     | Título                 | Personagem                    | Nota                                    |
| ------- | ---------------------- | ----------------------------- | --------------------------------------- |
| 2004–06 | Malhação               | Isabel Freitas (Bel)          | Temporadas 11–13                        |
| 2007    | Mandrake               | Fernanda Bertolini            |                                         |
| 2007    | Amor e Intrigas        | Janaína Paiva                 |                                         |
| 2009–10 | Bela, a Feia           | Magdalena Fonseca             |                                         |
| 2012    | As Brasileiras         | Cibele                        | Episódio: "A Selvagem de Santarém"      |
| 2012    | Amor Eterno Amor       | Priscila Belize               |                                         |
| 2013    | Além do Horizonte      | Priscila Leite Barcelos (Pri) |                                         |
| 2016    | Terminadores           | Diana                         |                                         |
| 2016    | Insônia                | Clarice                       |                                         |
| 2017    | Os Trapalhões          | Esposa de Paulo Roberto       | Episódio: "29 de outubro"               |
| 2018    | Orgulho e Paixão       | Ludmila de Albuquerque        |                                         |
| 2018    | Amigo de Aluguel       | Hannah                        | Episódio: "Bom Demais Para Ser Verdade" |
| 2023    | Todo Dia a Mesma Noite | Delegada Tereza Rocha         |                                         |

### Cinema
| Ano  | Título                        | Papel                |
| ---- | ----------------------------- | -------------------- |
| 2010 | Heleno                        | Vendedora de cigarro |
| 2011 | Tainá 3                       | Luna                 |
| 2012 | E Aí... Comeu?                | Garota no Bar        |
| 2013 | Somos tão Jovens              | Ana Claudia          |
| 2014 | Tim Maia                      | Suzi                 |
| 2016 | De Onde Eu Te Vejo            | Fernanda             |
| 2017 | Os Penetras 2 – Quem Dá Mais? | Maria Pincel         |
| 2021 | Pai em Dobro                  | Raion                |
| 2021 | Lacuna                        | Mizael               |

## Teatro
| Ano  | Título                         | Papel                  |
| ---- | ------------------------------ | ---------------------- |
| 2003 | Sonhos de Uma Noite de Verão   | Helena                 |
| 2006 | Romances e Karaokê             | Julie                  |
| 2009 | O Segredo de Cocachim          | Bia                    |
| 2012 | Rebeldes - Sobre a Raiva       | —                      |
| 2013 | O Lugar Escuro                 | Neta                   |
| 2015 | Cachorro Quente                | Samanta                |
| 2016 | O Livro dos Monstros Guardados | Maria das Dores (Madá) |

## Prêmios e indicações
| Ano  | Prêmio                                     | Categoria                        | Trabalho                   | Resultado |
| ---- | ------------------------------------------ | -------------------------------- | -------------------------- | --------- |
| 2010 | Prêmio Zilka Sallaberry de Teatro Infantil | Melhor Atriz                     | O Segredo de Cocachim      | Indicado  |
| 2013 | Prêmio Guarani de Cinema Brasileiro        | Melhor Atriz Coadjuvante         | Somos tão Jovens           | Indicado  |
| 2024 | Prêmio iBest                               | Meio Ambiente e Sustentabilidade | "Manual Para Super-Heróis" | Pendente  |